# Robert II d'Uzès
Pour les articles homonymes, voir Robert II et Robert d'Uzès.
Robert II d'Uzès (v. 1380-v. 1430) est le cinquième vicomte d'Uzès et seigneur d'Aimargues, de la fin du XIVe siècle et du début du XVe siècle.

## Biographie
Robert est le fils du vicomte d'Uzès, Alzias, et Delphine de La Roche,.
Son père meurt lors de la croisade de Mahdia, en 1390,. Il est mentionné, lors de l'inventaire de ses biens, le 1er février 1400, comme étant placé sous la tutelle de sa mère. Il est vicomte d'Uzès, seigneur d'Aimargues, de Broussan, de Bellegarde, de Remoullins, de Sernhac, de Saint-Bonnet, de Saze, etc.
Il épouse, le 23 février 1400, Claire, fille de Louis, seigneur de Joyeuse,. 
Il épouse cinq ans plus tard, Gilette de Pressigny fille de Parseval/Perceval de Pressigny et de Isabelle de Verneuil,,. Elle a pour oncle deux personnages importants qui sont présents aux célébrités, Jean II Le Meingre, dit Boucicaut (1366-1421), maréchal de France (1391) et son frère, Geoffroy Le Meingre, dit Boucicaut, gouverneur du Dauphiné (1399, 1306). Albiousse précise que Robert profite de ce lien de parenté avec le maréchal pour assoir son autorité.
En 1422, le roi de France, Charles VII, se rend dans le sud du royaume, en Languedoc, pour recevoir l'hommage de ses vassaux. Robert envoie son fils Jéhan.
Robert teste le 3 août 1426 et semble mourir au plus tard, vers 1430. Son corps est inhumé, tout comme celui de sa seconde épouse et de ses prédécesseurs, dans le couvent des Frères mineurs d'Uzès,. Son fils, Jéhan (Jean), lui succède.

## Famille
Robert épouse, en 1400, en premières noces Claire de Joyeuse (union non mentionnée par Charvet), puis en 1405 Gilette de Pressigny,. De ces unions, sont issus (selon les archives ducales), :
- (1) Delphine, ∞ Lancelot de Poitiers.
- (2) Jéhan (Jean), qui succède à son père.
- (2) Eléazar/Eleasard/Alzias (v. 1437).
- (2) Arnault, prieur de Prévenchères (1470).
- (2) Guiote (v. 1459-v.1498,) épouse de Michel de Valpergue (Valperga), seigneur de Caumont.
- (2) Alix ou Hélix/Helin, ∞ Tristan de Monlaur, seigneur de Saint-Maximin, de Cornon, de Terrail.